# Maxine Elliott

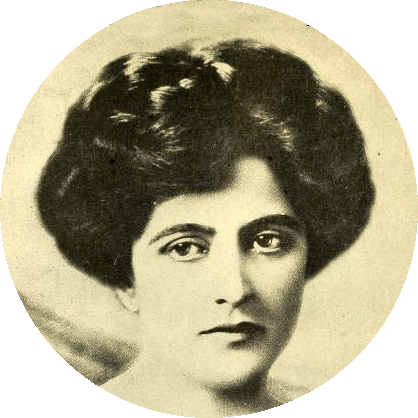
Maxine Elliott

Maxine Elliott (* 5. Februar 1868 in Rockland (Maine); † 5. März 1940 in Cannes) war eine US-amerikanische Bühnenschauspielerin und Gründerin des gleichnamigen Broadwaytheaters. In ihrer Zeit wurde sie häufig als die schönste Frau der Welt bezeichnet.

## Leben

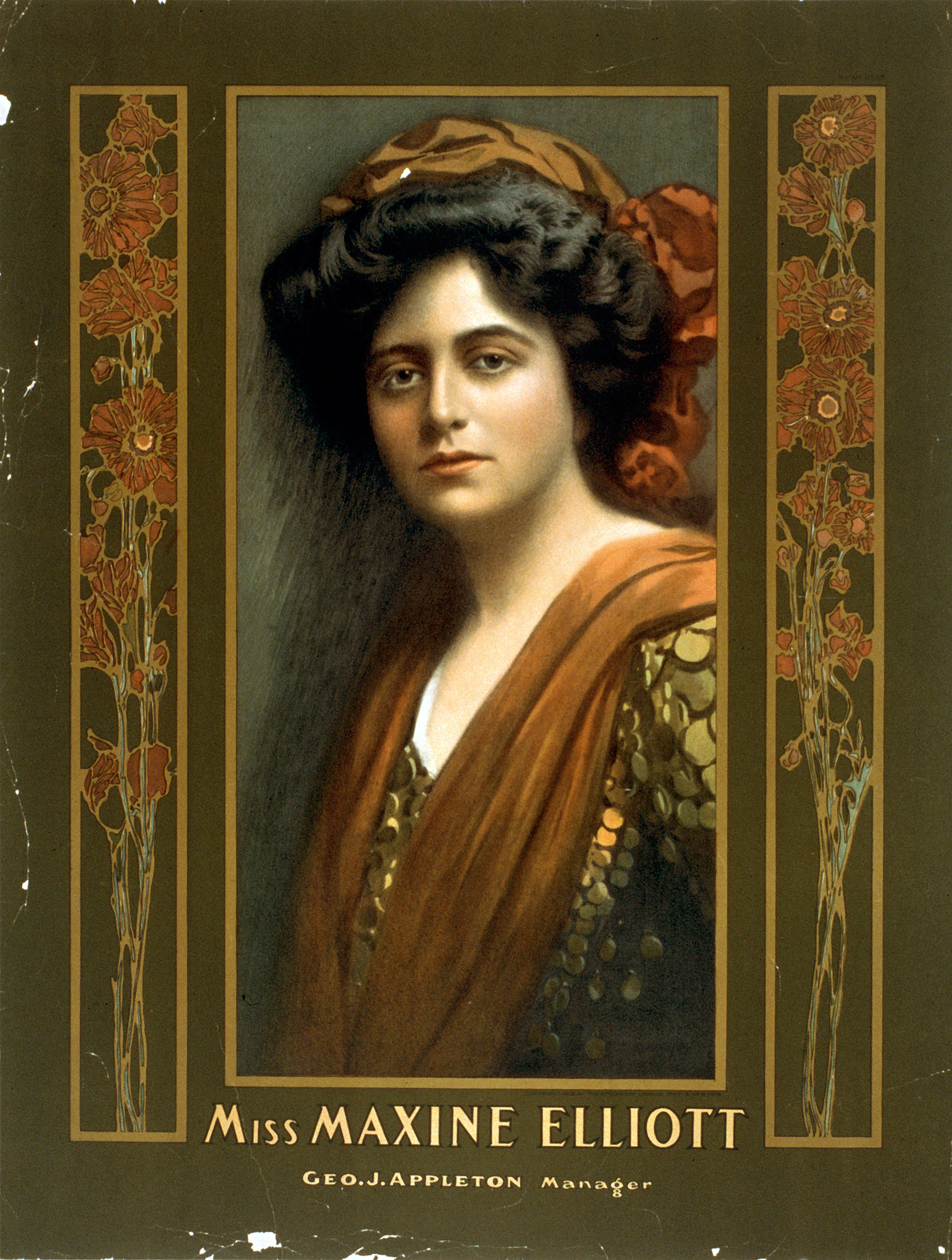
Maxine Elliott, Theaterplakat 1905

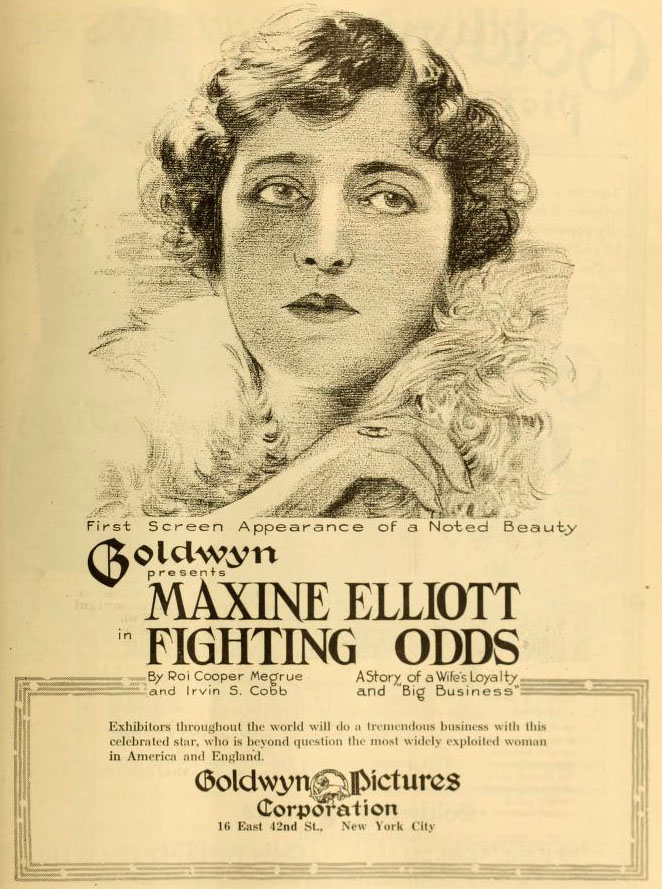
Fighting Odds, 1917

Elliott wurde 1868 als Jessie Dermott geboren. Schon im Alter von 15 Jahren begann sie ihr Studium an der Notre Dame Academy in Roxbury. Kurz darauf wurde sie schwanger und sah sich gezwungen, einen 25 Jahre älteren Mann zu heiraten. Der Verlust ihres Babys prägte sie. In New York besuchte sie die Schauspielerschule von Dion Boucicault, der auf ihr Talent aufmerksam wurde und sie 1889 veranlasste den Künstlernamen Maxine Elliott anzunehmen.
Im November 1890 hatte sie ihren ersten Bühnenauftritt in dem Stück The Middleman mit der Theaterfirma von A.M. Palmer. 1895 erlebte Elliott ihren ersten Durchbruch, als Agustin Daly sie für Ada Rehan engagierte. Ihr Debüt in London hatte sie mit dem Stück Two Gentlemen of Verona. Nach der Scheidung von ihrem ersten Mann heiratete sie 1898 den US-amerikanischen Schauspieler Nathaniel C. Goodwin (1857–1919), mit dessen Theaterfirma sie eine Tournee durch Australien gegeben hatte. Die beiden traten sieben Jahre lang im In- und Ausland in Stücken wie Nathan Hale und The Cowboy and the Lady auf.
In einer Produktion von Der Kaufmann von Venedig vereinbarte Elliott eine Gage von 200.000 Dollar, zuzüglich der Hälfte des Gewinns. Am 28. September 1903 trat sie in der Charles B. Dillingham-Produktion Her Own Way am Broadway auf und wurde damit endgültig zum Star. Als die Produktion in London gastierte, wurde sie König Edward VII. vorgestellt. Ihre jüngere Schwester Gertrude, heiratete den englischen Schauspieler Sir Johnston Forbes-Robertson.
1908 ließ Elliott sich abermals scheiden und freundete sich mit dem Finanzier J. P. Morgan an, durch dessen Rat sie eine reiche Frau wurde. Bald darauf kehrte sie nach New York zurück und eröffnete mit Morgans Unterstützung ihr eigenes Theater The Maxine Elliott mit einer Aufführung von The Chaperon.
1913 versuchte sich Elliott auch als Schauspielerin in diversen Stummfilmen wie Slim Driscoll, Samaritan, When the West Was Young und A Doll for the Baby, kehrte aber noch im selben Jahr nach London zurück. Während des Ersten Weltkrieges arbeitete sie ehrenamtlich für die belgische Fürsorge und erhielt dafür den Orden der belgischen Krone. Sie befreundete sich mit dem neuseeländischen Tennisstar Anthony Wilding, der aber 1915 fiel.
Elliotts letzter Auftritt erfolgte 1920 in Trimmed in Scarlett an ihrem eigenen Theater in New York, da war sie 52 Jahre alt. Danach setzte sie sich zur Ruhe. Als erfolgreiche Geschäftsfrau besaß sie Häuser in Amerika und Europa. Elliott starb in Cannes im Alter von 72 Jahren. Ihr Leben ist Gegenstand der Biografie My Aunt Maxine The Story of Maxine Elliot, 1964 verfasst von ihrer Nichte Diana Forbes-Robertson.

## Hauptrollen
- 1894 The Voyage of Suzette
- 1894 To Nemesis
- 1895 The Heart of Ruby
- 1895 The Transit of Leo
- 1896 A House of Cards als Eleanor Cuthbert
- 1897 An American Citizen als Beatrice Carew
- 1899 Nathan Hale als Alice Adams
- 1899 The Cowboy and the Lady als Mrs. Weston
- 1901 und 1902 When We Were Twenty-one
- 1901 The Merchant of Venice als Portia
- 1903 The Altar of Friendship als Sally Sartoris
- 1905 Her Great Match als Jo Sheldon
- 1903 Her Own Way als Georgiana Carley
- 1920 Trimmed in Scarlet als Cordelia

## Produktionen
- 1908 Under the Greenwood Tree
- 1908 Myself
- 1910 The Inferior Sex
- 1918 Allegiance